# 毒性损伤
毒性损伤是指由毒素引起的創傷。毒性损伤會致畸並且影響呼吸系統、消化道、循环系统、肝臟、腎和神经系统。毒性损伤还可能會導致患者罹患各种癌症或出現學習障礙。 多元性化學敏感症患者與有毒物質接觸時更容易出現毒性损伤。 